# Stooshe
Le Stooshe sono un girl group britannico attivo dal 2010.

## Storia del gruppo
Il gruppo è costituito da tre ragazze ed è originario di Londra. Nell'agosto 2011 ha firmato un contratto con la Warner Music Group e ha pubblicato il singolo promozionale Betty Woz Gone. È stato inserito dalla BBC nell'annuale sondaggio Sound of... del 2012.
Nel marzo 2012 è stato pubblicato il primo singolo ufficiale ossia Love Me, realizzato col featuring di Travie McCoy. Il brano ha raggiunto la posizione numero 5 della classifica Official Singles Chart.
Sempre nel 2012 sono stati pubblicati altri due brani: Black Heart e la cover di Waterfalls delle TLC.
Il primo album in studio London with the Lights On, uscito il 27 maggio 2013 alcuni giorni dopo il singolo Slip, ha raggiunto la posizione numero 8 della Official Albums Chart nella prima settimana di pubblicazione.

## Formazione
- Karis Anderson (nata il 17 ottobre 1989 a Brixton, Londra)
- Alexandra Buggs (nata il 1º novembre 1989 a Chart Sutton, vicino Maidstone)
- Courtney Rumbold (nata l'11 luglio 1992 a Penge, Londra)

## Discografia

### Album studio
- 2013 - London with the Lights On

### Singoli
- 2012 - Love Me (feat. Travie McCoy)
- 2012 - Black Heart
- 2012 - Waterfalls
- 2013 - Slip
- 2013 - My Man Music